# Indiens sju heliga floder
Vatten spelar en viktig och stor roll inom hinduismen. Av floderna i Indien anses sju vara heliga, och ha lyckobringande egenskaper för pilgrimer och andra som badar floden, dör invid floden m.m.
Dessa sju floder är
1. Ganges
2. Yamuna
3. Sarasvati
4. Indus
5. Godavari
6. Narmada och
7. Cauvery

I Nepal anses av hinduerna floden Bagmati vara helig. Där är Pashupatinath, nära Katmandu, en samlingsplats för sadhus, och med en funktion inte olik den som Varanasi har vid Ganges.